# Кряшенские говоры
Кря́шенские го́воры (самоназвание — керәшенчә, татарча) — ряд татарских говоров, носителями которых являются кряшены (в том числе и те из них, для которых применяются другие экзоэтнонимы, например, нагайбаки).

## Основные сведения
Кряшенские говоры имеют смешанный характер. Они распределяются между мишарским и казанским диалектами.
Традиционно в кряшенском выделяются:
- говор кряшен Нижнего Прикамья;
- говор заказанских кряшен;
- говор чистопольских кряшен;
- говор молькеевских кряшен;
- говор нагайбаков;
- говор мордвы-каратайцев.

Ранее также существовал говор обских крещёных сибирских (чатских) татар — обский говор томского диалекта.

### Подробная классификация
Кряшенские говоры казанского диалекта:
- заказанско-кряшенский (Республика Татарстан, Кировская область, Марий Эл),
  - прикамский подговор
  - привятский подговор
  - примёшинский подговор
  - пришоминский подговор
  - кукморский подговор
- нагайбакско-кряшенский (Челябинская область);
- нижнекамско-кряшенский (Республика Татарстан, Башкортостан, Удмуртия)
  - елабужский подговор (Республика Татарстан, Удмуртия);
  - заинский подговор (Республика Татарстан);
  - бакалинский подговор (Республика Башкортостан)
  - челнинский подговор (Республика Татарстан).

Кряшенские говоры мишарского диалекта:
- нагорно-кряшенский (Кайбицкий район Республики Татарстан)
- мордва-каратайский (Лаишевский и Камско-Устьинский районы Республики Татарстан)[3]
  - ташкирменский подговор
- чистопольско-кряшенский (Республика Татарстан, Самарская область)[4]
  - пакшинский подговор

## Письменность
Кряшенский алфавит восходит к алфавиту миссионера и языковеда Н. И. Ильминского. Алфавит представляет собой русскую азбуку с добавлением недостающих для отражения татарской фонетики букв. Кряшенский алфавит очень близок к марийскому.
| А а   | Ӓ ӓ   | Б б | (В в) | Г г | Д д   | Е е   | (Ё ё) | Ж ж | З з |
| И и   | Й й   | К к | Л л   | М м | Н н   | Ҥ ҥ   | О о   | Ӧ ӧ | П п |
| Р р   | С с   | Т т | У у   | Ӱ ӱ | (Ф ф) | (Х х) | (Ц ц) | Ч ч | Ш ш |
| (Щ щ) | (Ъ ъ) | Ы ы | (Ь ь) | Э э | Ю ю   | Я я   |       |     |     |

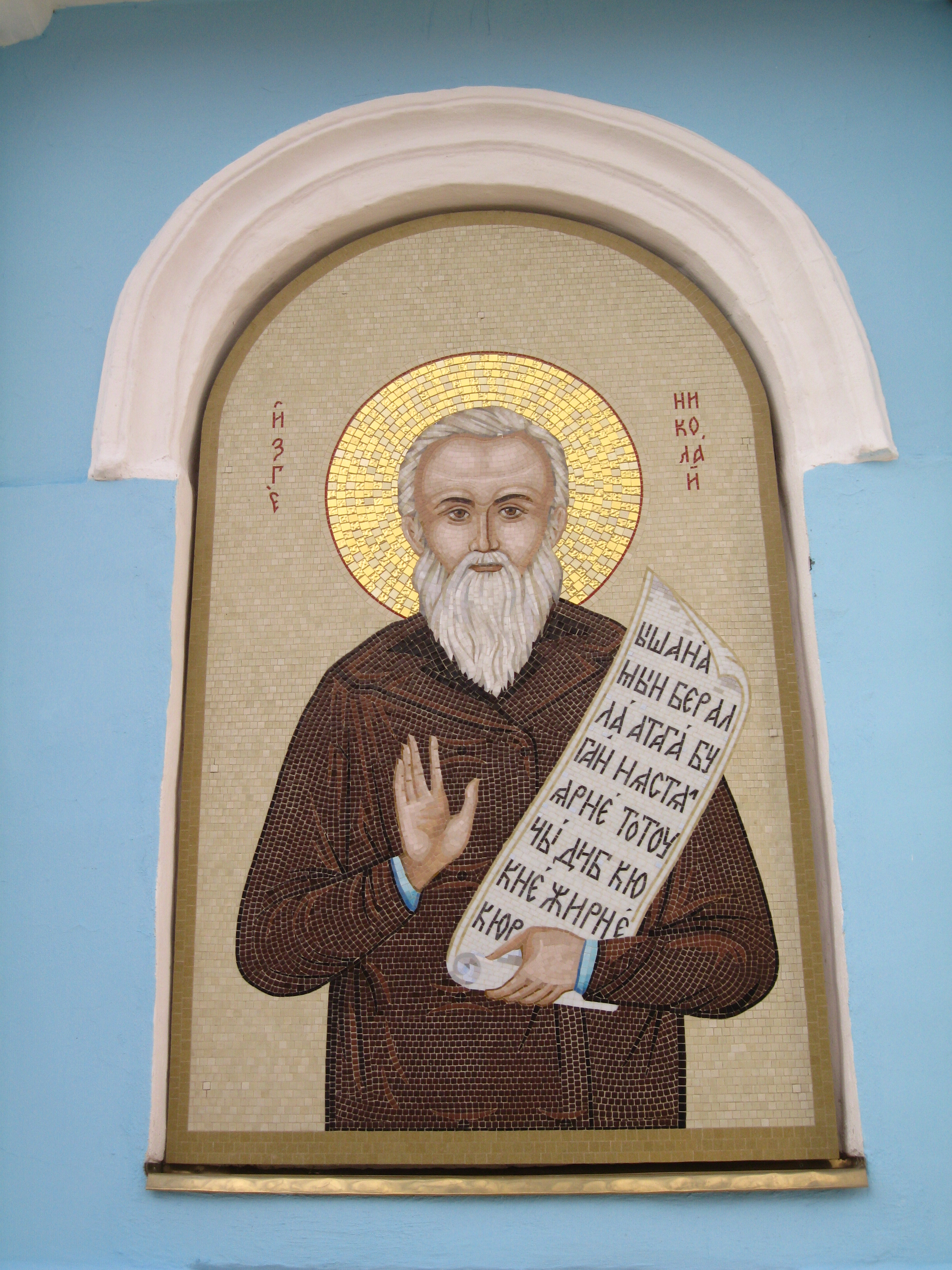
Мозаичное изображение Николая Ильминского с текстом «Символа веры» на татарском (церковно-кряшенском) языке

Звуки /æ/, /y/ и /e/ передаются в начале слов буквами ӓ, ӱ и э, в остальных случаях — я, ю и е (в татарской кириллице 1939 года первые две обычно ә и ү), а буква ж соответствует одновременно җ и ж.
Буквы в скобках используются преимущественно в заимствованных словах из русского. В некоторых дореволюционных изданиях возможно написание русских заимствований с і, ѣ, ѳ, ѵ и твёрдым знаком на конце слов. В современных печатных изданиях также возможно использование татарской кириллицы 1939 года.